# Tato, ty pierwszy
Tato, ty pierwszy (hindi: मेरे बाप पहले आप, urdu: میرے باپ پہلے آپ, Mere Baap Pehle Aap) – bollywoodzka komedia z 2008 roku.

## Fabuła
Gaurav Rane (Akshaye Khanna), przedsiębiorczy biznesmen z Mumbaju rządzi nie tylko w swojej firmie, ale i w domu. Tu pokrzykuje na swojego ojca (Paresh Rawal), poucza go, zawstydza oraz zabrania spotkań z jego przyjacielem Madhavem (Om Puri). W ich rodzinie role zostały odwrócone. Równowagę przywraca dopiero pojawienie się w życiu Gaurava Sheekhi (Genelia D’Souza). Wróciwszy do kraju ze studiów w Ameryce piękna dziewczyna chce się zemścić za Gauravie za to, jak ją kiedyś upokorzył.

## Obsada
- Akshaye Khanna – Gaurav Rane
- Genelia D’Souza – Sheekha Kapoor
- Paresh Rawal – Janaradhan Wishvanbhar Rane
- Archana Puran Singh – Inspector Bhavani Bhagat
- Om Puri – Madhav Mathur
- Rajpal Yadav
- Shobana – Anuradha Teacher
- Manoj Joshi – Chirag Rane